# Міловська селищна рада
| Міловська селищна рада — орган місцевого самоврядування у Міловському районі Луганської області з адміністративним центром у смт Мілове. Водоймища на території, підпорядкованій даній раді: річка Мілова. Селищній раді підпорядковані населені пункти: - смт Мілове - с. Бондарівка - с. Олексіївка - с. Травневе |

## Склад ради
Рада складається з 32 депутатів та голови.

### Керівний склад ради
| ПІБ                           | Основні відомості                                                        | Дата обрання | Дата звільнення |
| ----------------------------- | ------------------------------------------------------------------------ | ------------ | --------------- |
| Медведєв Анатолій Іванович    | Селищний голова, 1959 року народження, освіта, член Партії регіонів      | 26.03.2006   | 31.10.2010      |
| Кислицин Олександр Григорович | Селищний голова, 1971 року народження, освіта вища, член Партії регіонів | 31.10.2010   |                 |

Примітка: таблиця складена за даними джерела